# Ďábel v modrém
Ďábel v modrém (v anglickém originále Devil in a Blue Dress) je americký kriminální film z roku 1995. Režisérem filmu je Carl Franklin. Hlavní role ve filmu ztvárnili Denzel Washington, Tom Sizemore, Jennifer Beals, Don Cheadle a Maury Chaykin.

## Obsazení
| Denzel Washington | Ezekiel Rawlins |
| Tom Sizemore      | DeWitt Albright |
| Jennifer Beals    | Daphne Monet    |
| Don Cheadle       | Mouse Alexander |
| Maury Chaykin     | Matthew Terell  |
| Terry Kinney      | Todd Carter     |
| Mel Winkler       | Joppy           |
| Albert Hall       | Degan Odell     |